# لوبمین
لوبمین (به آلمانی: Lubmin) یک شهر در آلمان است که در فرپومرن-گرایفسوالد واقع شده‌است. لوبمین ۲٬۱۲۰ نفر جمعیت دارد.